# 伊萬諾-弗蘭科夫斯克州州旗
伊万諾-弗蘭科夫斯克州州旗（烏克蘭語：Прапор Івано-Франківської області）是烏克蘭伊萬諾-弗蘭科夫斯克州的官方旗幟。旗幟比例為2:3。白底中間繪有一隻黑寒鴉屬，長翅，頭戴金（黃）冠，正對著旗桿。在旗桿一側有紅黑條紋，另一側則為藍黃條紋。每條條紋的寬度為旗幟長度的1/12。條紋代表了爭取獨立的傳統。紅色和黑色條紋是紅魯塞尼亞的傳統顏色，而藍色和黃色象徵烏克蘭的傳統顏色。